# Michael Oakeshott

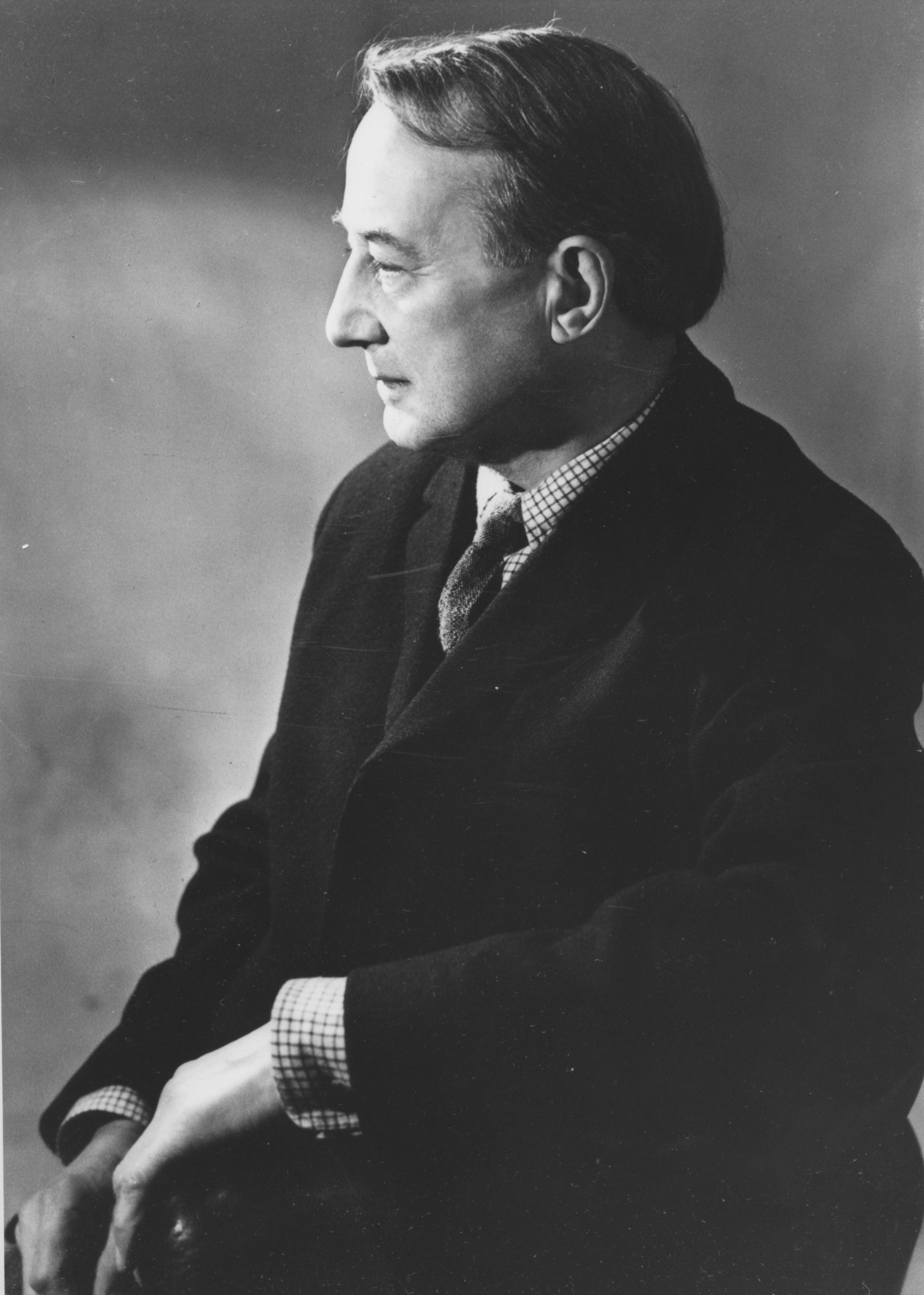
Michael Oakeshott

Michael Joseph Oakeshott (* 11. Dezember 1901 in Chelsfield, Kent; † 18. Dezember 1990 in Acton, Dorset) war ein englischer konservativer politischer Philosoph.

## Leben
Oakeshott war der mittlere von drei Brüdern. Sein Vater arbeitete in der Finanzbehörde im Somerset House in London und war Mitglied der Mittelklasse. Oakeshott besuchte die Schule St George’s in Harpenden, in der Koedukation betrieben wurde. Ab Oktober 1920 folgte ein Studium am Gonville and Caius College der University of Cambridge mit dem Schwerpunkt Geschichte und Geschichte des politischen Denkens. In den 1920er-Jahren hielt sich Oakeshott mehrfach in Deutschland auf und besuchte Marburg und Tübingen. Ob er dort Heidegger hörte, ist nicht gesichert. 1925 wurde Oakeshott Fellow des Gonville and Caius College. Er heiratete zwei Jahre später Joyce Margaret Fricker. Aus dieser Ehe, die bereits 1938 geschieden wird, ging sein Sohn Simon hervor.
Oakeshotts frühes Hauptwerk erschien 1933: Experience and Its Modes, das eine tiefgründige Analyse der verschiedenen Weisen der Erfahrung im Vergleich mit der Philosophie und eine radikale Philosophiekonzeption präsentiert. Im Zweiten Weltkrieg diente er als Artillerist bei einer Aufklärungseinheit.
Im Jahre 1946 edierte Oakeshott den Leviathan des Thomas Hobbes mit einer weithin gerühmten Einleitung, die zu einem Standardwerk der Hobbes-Forschung wurde. Nach einer kurzen Zeit am Nuffield College in Oxford wurde er an die London School of Economics berufen, wo er 1951 seine berühmte Antrittsvorlesung über „Political Education“ hielt, die eine Kampfansage gegen die damals verbreiteten sozialistischen Ideen darstellte. In jener Zeit verfasste Oakeshott die Essays, die 1961 gesammelt unter dem Titel Rationalism in Politics erscheinen sollten, eine grundlegende Kritik an einer spezifisch modernen Form des Rationalismus, den Oakeshott mit stilistischer Brillanz attackierte.
1966 wurde Oakeshott zum Fellow der British Academy, im Jahre 1969 folgte dann seine Emeritierung als Professor, doch ist er auch danach weiter lehrend und forschend tätig gewesen. 1974 wurde er in die American Academy of Arts and Sciences gewählt. Nach langer Arbeit erschien 1975 das politisch-philosophische Vermächtnis Oakeshotts unter dem schlichten Titel On Human Conduct, das eine philosophisch dichte Analyse von drei Komplexen bietet: das theoretische Verständnis des menschlichen Verhaltens bzw. der menschlichen Lebensführung; den bürgerlichen Zustand; den Charakter eines modernen europäischen Staates. 1983 erschien die Essaysammlung On History and Other Essays, die schon früher entwickelte Gedanken über den Charakter der Geschichte als Ereignis und als Geschichtsschreibung zu präzisieren sucht. Ebenfalls erörtert Oakeshott hier grundlegende Aspekte dessen, was er „rule of law“ nennt. Zudem liefert er hier eine vielschichtige Nacherzählung der Geschichte vom Turmbau zu Babel mit kulturkritischer Spitze.

## Werk
- 1933. Experience and Its Modes. Cambridge University Press
- 1936. A Guide to the Classics, or, How to Pick the Derby. With G.T. Griffith.  London: Faber and Faber
- 1939. The Social and Political Doctrines of Contemporary Europe. Cambridge: Cambridge University Press
- 1941. The Social and Political Doctrines of Contemporary Europe, 2nd edition. Cambridge: Cambridge University Press
- 1942. The Social and Political Doctrines of Contemporary Europe with five additional prefaces by F.A. Ogg. Cambridge: Cambridge University Press
- 1947. A New Guide to the Derby: How to Pick the Winner. With G.T. Griffith. London: Faber and Faber
- 1955. La Idea de Gobierno en la Europa Moderna. Madrid: Ateneo
- 1962. Rationalism in Politics and Other Essays. London: Methuen (Expanded edition - 1991, by Liberty Fund)
- 1966. Rationalismus in der Politik. (trans. K. Streifthau) Neuwied und Berlin: Luchterhand
- 1975. On Human Conduct. Oxford: Oxford University Press
- 1975. Hobbes on Civil Association. Oxford: Basil Blackwell
- 1983. On History and Other Essays. Basil Blackwell
- 1985. La Condotta Umana. Bologna: Società Editrice il Mulino
- 1989. The Voice of Liberal Learning. New Haven and London: Yale University Press

### Posthum
- 1991. Rationalism in Politics and Other Essays. Indianapolis: Liberty Press
- 1993. Morality and Politics in Modern Europe. New Haven: Yale University Press
- 1993. Religion, Politics, and the Moral Life. New Haven: Yale University Press
- 1996. The Politics of Faith and the Politics of Skepticism. New Haven: Yale University Press
- 2000. Zuversicht und Skepsis: Zwei Prinzipien neuzeitlicher Politik. (trans. C. Goldmann). Berlin: Fest
- 2004. What Is History? And Other Essays. Thorverton: Imprint Academic
- 2006. Lectures in the History of Political Thought. Thorverton: Imprint Academic
- 2007. The Concept of a Philosophical Jurisprudence: Essays and Reviews 1926-51. Thorverton: Imprint Academic
- 2008. The Vocabulary of a European State: Essays and Reviews 1952-88. Thorverton: Imprint Academic
- 2010. Early Political Writings 1925-30. Thorverton: Imprint Academic